# Marina Vela Barcelona
Marina Vela Barcelona és un port ubicat a Barcelona al costat de l'Hotel Vela. És un port modern amb una marina seca robotitzada, única a Europa. Va obrir les portes a principis de 2017 tot i que encara no havien acabat les obres. És un port enfocat cap a les embarcacions petites, esportives i de lleure, de fins a un màxim de 90 metres d'eslora. També ofereix una amplia gamma de serveis. Cada any s'hi organitza una competició d'embarcacions a vela.

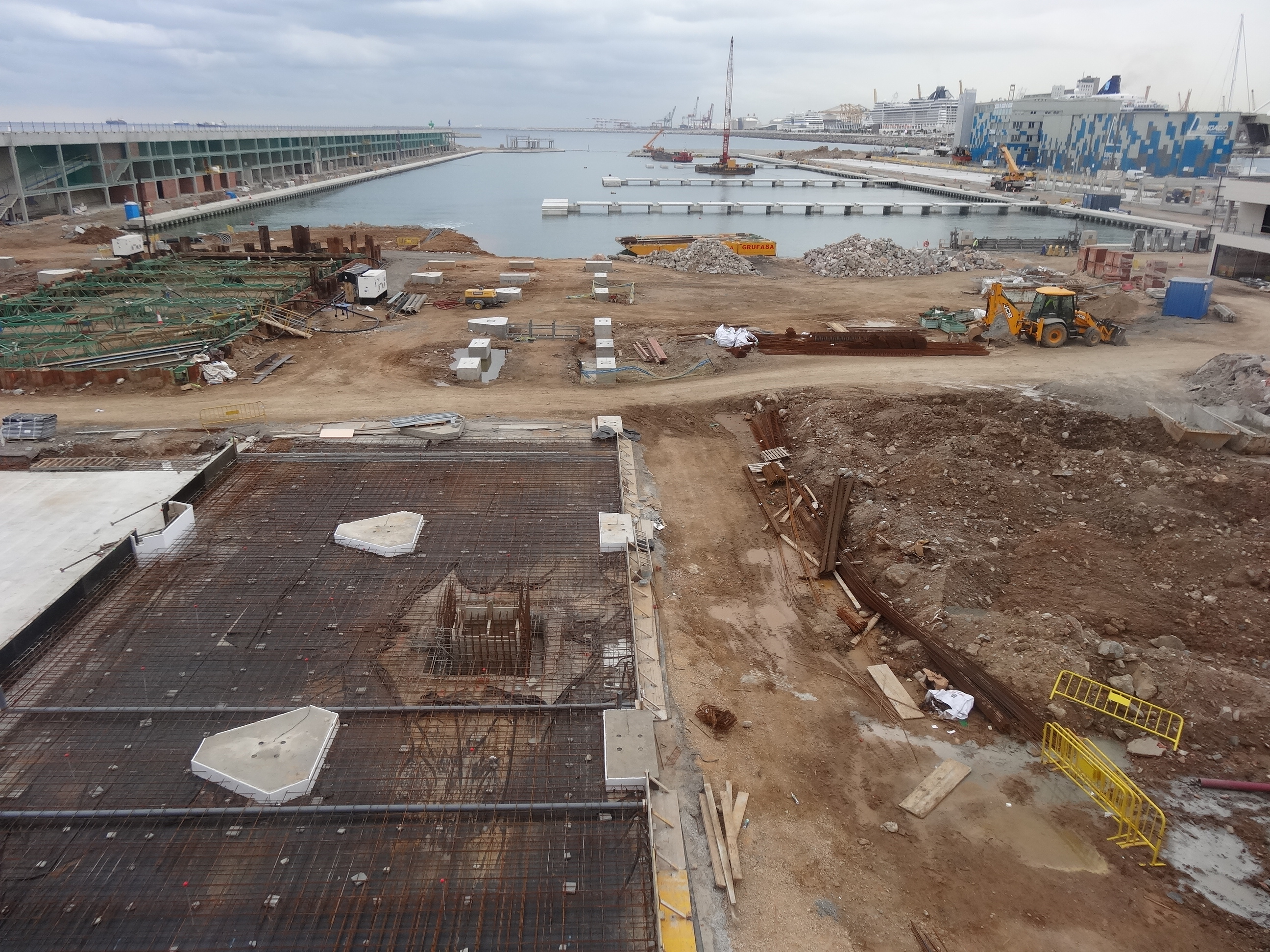